# Jack Swigert
John Leonard "Jack" Swigert Jr. (Denver, 30 agosto 1931 – Washington, 27 dicembre 1982) è stato un astronauta statunitense.

## Biografia
Nato a Denver nel Colorado, Swigert frequentò l'Università del Colorado, dove fu giocatore di football e, soprattutto, si laureò in ingegneria meccanica. Servì l'Aeronautica militare del proprio paese in Corea, e successivamente divenne pilota collaudatore. Dopo aver ottenuto un Master in Scienze Aerospaziali dal Rensselaer Polytechnic Institute e uno in Economia all'Hartford College, fu accettato dalla NASA, nell'ambito del programma Apollo.
Swigert fu uno dei tre astronauti a bordo della missione Apollo 13 diretta verso la Luna. Swigert, in realtà, era membro dell'equipaggio di riserva, ma fu chiamato due giorni prima della partenza a sostituire il pilota dell'equipaggio originale, Ken Mattingly, trattenuto a terra per un possibile contagio da rosolia. La missione parti l'11 aprile 1970; dopo un perfetto aggancio da parte di Swigert del modulo di discesa LEM, l'Apollo 13 venne immesso in traiettoria lunare. La missione sarebbe dovuta essere la terza ad atterrare sulla Luna, ma fallì per la rottura di un serbatoio dell'ossigeno nel Modulo di Servizio a causa del difetto di una serpentina nel sistema di miscelazione dell'ossigeno, dovuto a una caduta del serbatoio durante le prime fasi dell'assemblaggio del modulo di servizio e del vettore Saturn V. Swigert e i suoi compagni Jim Lovell e Fred Haise, dopo aver effettuato diverse operazioni fuori routine, ritornarono salvi a Terra il 17 aprile, dopo circa 5 giorni e 23 ore nello spazio. Fu proprio Swigert, durante questa missione, a pronunciare per primo la famosa frase passata alla storia come "Houston, abbiamo un problema", anche se il messaggio originale recitava "Ok, Houston, abbiamo avuto un problema qui". Detiene tuttora insieme ai compagni dell'Apollo 13 il record di distanza dalla Terra mai raggiunta da un essere umano.
Il 18 aprile 1970 il presidente degli Stati Uniti Richard Nixon gli consegnò una prestigiosa onorificenza: la medaglia presidenziale della libertà.
Entrò successivamente nello staff direttivo del Committee on Science and Technology americano. Eletto nel 1982 nel Sesto Distretto Congressuale del Colorado, morì di cancro prima di poter entrare in carica. Venne sepolto nel Cimitero di Mount Olivet a Wheat Ridge, Colorado.
Nel 1995, Swigert fu interpretato da Kevin Bacon nel film Apollo 13.
Nel 1997 lo Stato del Colorado dedicò una statua in suo onore al National Statuary Hall Collection.